# Bentonia
Bentonia – miasto w Stanach Zjednoczonych, w stanie Missisipi, w hrabstwie Yazoo.